# Deutsche Freie-Partie-Meisterschaft 2008/09
Die Deutsche Freie-Partie-Meisterschaft 2008/09 ist eine Billard-Turnierserie und fand vom 1. bis zum 2. November 2008 in Bad Wildungen
zum 41. Mal statt.

## Geschichte
Nachdem sich Markus Melerski bei der Landesmeisterschaft Westfalen mit 300,00 GD für die Deutsche Meisterschaft qualifiziert hatte, war er auch einer der Favoriten auf den Titel. In Bad Wildungen bestätigte er seine Form eindrucksvoll und gewann das Finale gegen Sven Daske mit 300:0 in einer Aufnahme und wurde nach 2003 zum zweiten Mal Deutscher Meister. Für Daske und den Titelverteidiger Dieter Steinberger reichte es diesmal nur die Plätze zwei und drei, den auch Carsten Lässig belegte.
Die Ergebnisse sind aus eigenen Unterlagen. Ergänzt wurden Informationen aus der österreichischen Billard-Zeitung Billard und der Enzyklopädie des Billardsports.

## Modus
Gespielt wurden zwei Vorrundengruppen à vier Spieler im Round-Robin-Modus bis 300 Punkte oder 15 Aufnahmen. Die zwei Gruppenbesten kamen ins Halbfinale und spielten den Sieger aus
Die Endplatzierung ergab sich aus folgenden Kriterien:
1. Matchpunkte
2. Generaldurchschnitt (GD)
3. Höchstserie (HS)

## Teilnehmer
1. Dieter Steinberger (Kempten) Titelverteidiger
2. Sven Daske (Schiffweiler)
3. Jens Fischer (Frankenberg)
4. Christian Jansen (Bochum)
5. Carsten Lässig (Coesfeld)
6. Markus Melerski (Bochum)
7. Frank Müller (Vötting-Weihenstephan)
8. Arnd Riedel (Wedel)

## Turnierverlauf

### Gruppenphase
| MP    | Match Points (Sieger = 2; Unentschieden = 1; Verlierer = 0) |
| Pkte. | Erzielte Karambolagen                                       |
| Aufn. | Benötigte Versuche                                          |
| GD    | Generaldurchschnitt                                         |
| BED   | Bester Einzeldurchschnitt eines Spielers                    |
| HS    | Höchstserie                                                 |
|       | Bester GD des Turniers                                      |
|       | Bester ED des Turniers                                      |
|       | Beste HS des Turniers                                       |
|       | 1. Platz (Gold)                                             |
|       | 2. Platz (Silber)                                           |
|       | 3. Platz (Bronze)                                           |

| Platz                      | Name               | MP  | Pkte. | Aufn. | GD    | BED    | HS  |
| -------------------------- | ------------------ | --- | ----- | ----- | ----- | ------ | --- |
| 1                          | Sven Daske         | 6:0 | 900   | 13    | 69,23 | 150,00 | 300 |
| 2                          | Dieter Steinberger | 4:2 | 794   | 24    | 33,08 | 42,85  | 145 |
| 3                          | Jens Fischer       | 2:4 | 564   | 18    | 31,33 | 42,85  | 160 |
| 4                          | Christian Jansen   | 0:6 | 167   | 17    | 9,82  | –      | 44  |
| Gruppendurchschnitt: 33,68 |                    |     |       |       |       |        |     |

| Platz                      | Name            | MP  | Pkte. | Aufn. | GD     | BED    | HS  |
| -------------------------- | --------------- | --- | ----- | ----- | ------ | ------ | --- |
| 1                          | Markus Melerdki | 6:0 | 900   | 6     | 150,00 | 300,00 | 300 |
| 2                          | Carsten Lässig  | 2:4 | 525   | 10    | 52,50  | 75,00  | 169 |
| 3                          | Arnd Riedel     | 2:4 | 473   | 14    | 33,78  | 33,33  | 145 |
| 4                          | Frank Müller    | 2:4 | 338   | 18    | 18,77  | 60,00  | 104 |
| Gruppendurchschnitt: 46,58 |                 |     |       |       |        |        |     |

### Finalrunde
| 1. Halbfinale      |     |     |    |        |        |     |
| Dieter Steinberger | 0:2 | 281 | 11 | 25,54  | –      | 174 |
| Markus Melerski    | 2:0 | 300 | 11 | 27,27  | 27,27  | 104 |
| 2. Halbfinale      |     |     |    |        |        |     |
| Sven Daske         | 2:0 | 300 | 3  | 100,00 | 100,00 | 288 |
| Carsten Lässig     | 0:2 | 232 | 3  | 77,33  | –      | 232 |

| Finale          |     |     |   |        |        |     |
| Markus Melerski | 2:0 | 300 | 1 | 300,00 | 300,00 | 300 |
| Sven Daske      | 0:2 | 0   | 1 | 0,00   | –      | 0   |

## Abschlusstabelle
| MP    | Match Punkte (Sieger = 2; Unentschieden = 1; Verlierer = 0) |
| SV    | Satzverhältnis (nur bei Turnieren im Satzsystem)            |
| Pkte. | Erzielte Karambolagen                                       |
| Aufn. | benötigte Aufnahmen                                         |
| GD    | Generaldurchschnitt                                         |
| MGD   | Mannschafts-Generaldurchschnitt                             |
| BED   | Bester Einzeldurchschnitt eines Spielers                    |
| BEMD  | Bester Einzeldurchschnitt einer Mannschaft                  |
| BSD   | Bester Satzdurchschnitt eines Spielers                      |
| HS    | Höchstserie                                                 |
| WRP   | Weltranglistenpunkte                                        |

| Klassement                 | Klassement | Klassement         | Klassement | Klassement | Klassement | Klassement | Klassement | Klassement | Klassement |
| Phase                      | Platz      | Name               | MP         | Pkt.       | Aufn.      | GD         | BED        | HS         |            |
| -------------------------- | ---------- | ------------------ | ---------- | ---------- | ---------- | ---------- | ---------- | ---------- | ---------- |
| Finale                     | 1          | Markus Melerski    | 10:0       | 1500       | 18         | 83,33      | 300,00     | 300        |            |
| Finale                     | 2          | Sven Daske         | 8:2        | 1200       | 17         | 70,58      | 150,00     | 300        |            |
| Halb- finale               | 3          | Dieter Steinberger | 4:4        | 1075       | 35         | 30,71      | 42,85      | 174        |            |
| Halb- finale               | 3          | Carsten Lässig     | 2:6        | 757        | 13         | 58,23      | 75,00      | 232        |            |
| Gruppen- phase             | 5          | Arnd Riedel        | 2:4        | 473        | 14         | 33,78      | 33,33      | 145        |            |
| Gruppen- phase             | 6          | Jens Fischer       | 2:4        | 564        | 18         | 31,33      | 42,85      | 160        |            |
| Gruppen- phase             | 7          | Frank Müller       | 2:4        | 338        | 18         | 18,77      | 60,00      | 104        |            |
| Gruppen- phase             | 8          | Christian Jansen   | 0:6        | 167        | 17         | 9,82       | –          | 44         |            |
| Turnierdurchschnitt: 40,49 |            |                    |            |            |            |            |            |            |            |